# Kirk Fletcher
| Kirk Fletcher                             | Kirk Fletcher                             |
| Kattints az alábbi külső linkek egyikére! | Kattints az alábbi külső linkek egyikére! |
| ----------------------------------------- | ----------------------------------------- |
| Nem található szabad kép.(?)              |                                           |
| külső link · jogvédett                    | Kirk Fletcher                             |

Kirk Fletcher (Compton, 1975. december 23. –), amerikai bluesgitáros, énekes, dalszerző.

## Pályafutása
Bátyja játékát hallgatva ő is hamar vette kézbe a gitárt. Egy évtizedig apja templomában bátyjával együtt egy soul együttessel zenélt. A középiskola elvégzése után helyi gospel-, funk-, blues-, pop- és rockzenekarokkal lépett fel.
A helybéli zeneboltban lógva megismerkedett Robben Forddal, akinek hatására megismerkedett John Coltrane és Wayne Shorter zenéjével.
A következő öt évben hagyományos blues 30-as évektől a 60-as évekig született műveit játszotta.
Egy idő után már szakma legjobbjaival játszott: Lynwood Slim, Janiva Magness, Kim Wilson, Muddy Waters, James Cotten, Rusty Zinn, Hubert Sumlin, Charlie Musselwhite, Ford Brother's, Nappy Brown, Tail Dragger, Phillip Walker, The Fabulous Thunderbirds, James Harman, Mike Landau, Robben Ford, Larry Carlton stb.

## Albumok
- 1999: I'm Here & I'm Gone
- 2003: Shades of Blue
- 2014: Burning Blues (Live at the Baked Potato)
- 2018: Hold On